# X翼战机
X翼战机（英語：X-WING）是星際大戰系列中虚构的一类攻击型星际战斗机，它们在世界观中被设定为反抗軍同盟和新共和國用作空中攔截和缠斗的主要机种，它们也因而成为反抗軍同盟的象征之一。这一型战机在现实中遍布玩具和模型产业，并且在星战的多部小说、漫画、游戏等衍生作品中活跃。

## 起源和设计
X翼战机最初由工业光魔公司的乔·约翰斯顿（Joe Johnston）设计绘制，科林·坎特韋爾制作模型，由此首次在《星際大戰四部曲：曙光乍現》中登场。按照设计者的理念，X翼战机需要有比銀河帝國的钛战机看上去更“传统”的外观。工业光魔公司制作了多个不同尺寸的X翼战机微缩模型，并在机翼上标明每一架战机属于哪一位驾驶员。在工业光魔公司还在忙于制作这些模型时，制片人乔治·卢卡斯以及剪辑人员暂时使用了第二次世界大战中战斗机缠斗的场景来作为最初的剪辑脚本。虽然最初在影片的剧本中描述的X翼战机的中队名为“蓝色中队”，由于当时的蓝屏技术的限制导致处理时蓝色的物体会被隐去，最终这些战斗机都被改为红色并命名为红色中队。
制作人员同时还制造了一个实际比例大小的X翼战机模型，为的是拍摄在雅汶四号卫星上叛军基地中机库的场景，这一场景经过仔细的编辑使得最终效果表现出叛军有几十架这样的战斗机。他们还制作了一个实际比例大小的驾驶舱，从而每一个驾驶员都被拍摄了坐在驾驶舱中的场面，而他们身后的太空机器人模型则是更换的。

## 描述
在星球大战的世界观中，帝国国有化因科姆集團后，因科姆T-65B X翼战机成为反抗軍同盟的首要武器。因科姆的技术员和供应商都秘密同情反抗軍同盟。在反抗軍同盟的一次大胆奇袭中，他们带着X翼战机的原型向反抗軍同盟投诚。跟其前身因科姆/萨布普罗Z-95一样，X翼战机以抗打击能力强而出名，但速度相当快，机动性相当好。为了对付X翼战斗机的威胁，帝国设计了新的钛战机作为其太空优势战斗机。在银河内战的大多数时期，X翼战机都是反抗軍同盟的主力战斗机。
X翼战机的流畅机身长12.5米。四台巨大的实空间引擎在机尾紧贴狭长的构架。每个引擎上都装有一块气动S翼（S-foil)。机翼不仅充当在大气中飞行时的稳定表面，还能分配偏导护盾能量和充当武器底座。每块S翼的表面都涂有中队和战斗机的标识。
X翼的驾驶舱位于飞船中部。X翼战机驾驶舱后面是宇航技工机器人插槽。宇航技工机器人为战斗机的超空间驱动器提供宇航数据，还在飞行时兼作副驾驶和技师。战斗机降落时会伸出三个起落架。雅汶戰役發生5年後，英康集團從實戰中獲得有關X星際戰鬥機的實戰數據——特別是雅汶戰役中，X翼被追擊的TIE戰機大量擊落的教訓，並推出了全新的T-70 X翼星際戰鬥機。該機在T-65B型的基礎之上作出重大改進：增強外裝甲，換裝新型引擎，並在底部安裝了可以轉動的爆能加農炮。

## 服役歷史

### 銀河內戰時期

##### 雅汶戰役時期
雅汶戰役爆發前，反抗軍同盟至少掌握有三個中隊的T-65B X翼星際戰鬥機，另外，在傑達的索·格雷拉反抗軍也擁有少量X翼。
解救蓋倫·厄索的行動中，反抗軍在情況不明的情況下，派出了一個中隊的X翼星際戰鬥機增援伊杜（Eadu）。隨後，為了竊取有關死星的技術情報，俠盜一號突擊小隊違反上級命令，滲透到了位於斯卡里夫的帝國安全設施中，同盟得知消息後，派出了一整支艦隊增援前線，其中駕駛著X翼的紅色中隊、綠色中隊與藍色中隊率先與鈦戰機交火，並嘗試摧毀護盾大門。藍色中隊的數架X翼成功穿過護盾，為俠盜一號提供空中支援，但最終因寡不敵眾而悉數損失。
數日後，帝國獲得了反抗軍總部位於雅汶四號衛星的情報，在高級星區總督塔金與達斯·維達尊主的指揮下，死星基地開始向雅汶附近移動。已經知悉死星弱點的反抗軍同盟派出30架星際戰鬥機——其中有22架是X翼星際戰鬥機——迎戰，試圖穿過防禦網，擊中死星的反應堆模塊。然而，達斯·維達與他的兩架僚機乘隙襲擊，給反抗軍戰鬥機造成了慘重的損失。最終，駕駛一架X翼的路克·天行者利用原力，成功將兩枚質子魚雷打進反應堆排氣口，引發連鎖反應摧毀了死星。此役，聯盟損失了27架星際戰鬥機，其中有20架是X翼。

##### 霍斯戰役
雅汶戰役結束三年後，反抗軍同盟與銀河帝國在霍斯再次交手，許多X翼被派出去護送運輸船離開，路克·天行者也在其中，只不過他在任務完成後並未及時歸隊，而是跟隨歐比旺·肯諾比的絕地英靈指引，前往達戈巴尋找絕地大師尤達，在降落的時候，由於操作不當，X翼墜入了叢林沼澤中，動彈不得。但在尤達大師的幫助下，X翼得以脫困。
路克之後接受了尤達大師的訓練，但在中途，路克出現幻覺，他意識到莉亞、漢·索洛等人可能處於危險中，便決心中止訓練，離開達戈巴，卻沒想到遭遇達斯·維達的伏擊，身被重創。

##### 恩多戰役
一年後，路克駕駛X翼前往塔圖因，救出被困在碳冰中的韓·蘇洛，隨後又趕回達戈巴，見了尤達大師最後一面。路克回到基地時，反抗軍同盟已經做好了進攻位於恩多的死星II。魏吉·安地列斯率領了一支X翼部隊，掩護蘭多·卡瑞辛指揮的千年鷹號深入死星II內部，摧毀其反應爐。

### 抵抗組織與第一軍團戰爭時期

##### 弒星者基地戰役
恩多戰役結束三十年後，已成為新共和國議員的莉亞·歐嘉納公主意識到第一軍團正從帝國餘燼中悄然崛起，為了對抗這股邪惡勢力，她組建了抵抗組織，在暗中與第一軍團較量。歐嘉納的抵抗運動經費緊張，他們所依賴的資金、飛船和裝備由少數與歐嘉納持相同顧慮的議員悄悄輸送，這其中就包括許多從新共和國軍隊中退役下來的T-70 X翼星際戰鬥機。 由於最後的絕地武士路克·天行者在多年前就已失蹤，因此包括抵抗組織和第一軍團在內的許多人都想找到其下落。第一個發現線索的人是抵抗組織王牌飛行員波·戴姆倫，他在賈庫找到了知曉路克下落的洛·桑·泰卡，然而還沒等戴姆倫送出情報，第一軍團的士兵就席捲而來，襲擊了他所在的村子。戴姆倫試圖駕駛自己的X翼逃離，但還沒來得及擊飛就被擊傷，只得將情報交給自己的宇航技工機器人BB-8。
兩天後，第一軍團獲悉BB-8與一同逃亡的芮、芬恩、漢·索洛、丘巴卡出現在馬茲·卡納塔的城堡，便派出部隊追擊。與此同時，抵抗組織也得到了這一消息，派出由波·戴姆倫指揮的X翼星際戰鬥機中隊前往增援。
隨後，抵抗組織得知了第一軍團弒星者基地的位置，再次派出波·戴姆倫領導的X翼部隊進攻，儘管損失慘重，但他們還是成功擊中了弒星者的熱能振蕩器，引起連鎖反應，摧毀了弒星者。
第一軍團很快便發起了報復行動，派出艦隊打擊抵抗組織總部。波·戴姆倫率領一支由X翼、A翼、B/SF-17轟炸機組成的混合編隊奮起反擊，為抵抗組織撤離爭取時間。但第一軍團還是發現了他們的航向，凱羅·忍親自駕機率領編隊摧毀了抵抗組織停放在旗艦拉杜斯號內的全部X翼戰鬥機。

## 抵抗勢力（Resistance）和新共和國常见X翼战机
T-70型:T-70是出现在《STAR WARS：原力覺醒》的X翼战机机型，这种战机由抵抗勢力所使用以对抗第一軍團，活跃于恩多战役三十年后的战场上。使用T-70而不是更新的T-85其实正是抵抗勢力缺乏资金的体现之一，因为同时期的新共和国已在使用T-85型。与T-65B型不同，T-70的引擎外形变成了半柱形，不再是全圆柱，其机身与T-65B型相比更加光滑。T-70 X翼战机是一个十字形的星际战斗机。它装备有四个翼式激光炮磁脉冲發射器，弹头發射器，还有兩个悬挂式冲击波大炮在機腹側面。这些武器用于靶向计算机。该工機一名飞行员和一个宇航技工机器人，并配备了驾驶舱下方的腹面一个超空间引擎和聚光灯。飞行员必须获得弹射系统在戈登豪斯弹射座椅的形式。长机鼻功能弹丸发射在底部和在锥体的传感器。
T-85型:T-85 X翼战机是X翼战机在恩多战役后的最新機型，新共和国開始使用的更强的X翼战机。由因科姆 FreiTek生产的T-85是一种比T-70 X翼战机更新的版本，它本身是T-65B X翼星际战斗机开始的系列产品的延续。